# カール・アンダーソン (歌手)
カール・アンダーソン（Carl Anderson、1945年2月27日 - 2004年2月23日）は、アメリカ・ヴァージニア州出身の俳優で歌手。
ミュージカル『ジーザス・クライスト＝スーパースター』のユダ役で知られるほか、ジャズ・フュージョン系ミュージシャンとして知られる。

## バイオグラフィ

### 初期
11人の兄弟を持ち、その中に4組が双子である。カールもそのうちの1人で兄として生まれたが、弟は11か月で他界した。高校時代にアメリカ空軍に2年間籍を置き、1965年には卒業するために故郷へ戻る。卒業後、軍のワールド・ワイド・エア・フォース・コンテストの一員としてアメリカを渡り歩く。
1969年にワシントンD.C.に移る。友人らと「セカンド・イーグル」というグループを組み、カールはボーカルを担った。

### 俳優と歌手
1980年代に入ると、ラーキン・アーノルドに認められ、エピック・レコードと契約。1985年にテレビドラマの主題歌となった「フレンズ・アンド・ラヴァーズ」をグロリア・ローリングとデュエットして大ヒットさせた。

### 晩年
1990年代に入るとGRPレコードに移り、アルバム『夏の夢のかけら』を発表。シングル「心のかけら」がタバコのパーラメントのCM曲に使われ、ヒットした。セッションマンとしても活動し、フュージョン・ファンからも注目されるようになる。
誕生日を迎える4日前の2月23日、白血病により58歳で死去。

## ディスコグラフィ

### ソロ・アルバム
- 『アブセンス・ウィズアウト・ラヴ』 - Absence Without Love (1982年、Epic)
- 『オン・アンド・オン』 - On and On (1983年、Epic)
- 『プロトコル』 - Protocol (1985年、Epic)
- 『フレンズ・アンド・ラヴァーズ』 - Carl Anderson (1986年、Epic)
- Act of Love (1988年、Polydor)
- 『夏の夢のかけら』 - Pieces of a Heart (1991年、GRP)
- 『ファンタジー・ホテル』 - Fantasy Hotel (1992年、GRP)
- 『ヘヴィ・ウェザー・サンライト・アゲイン』 - Heavy Weather/Sunlight Again (1994年、GRP)
- ...Why We Are Here! Live (1997年、Abu Khalil)

### 参加アルバム
- サウンドトラック : 『ジーザス・クライスト＝スーパースター』 - Jesus Christ Superstar (1973年)
- スティーヴィー・ワンダー : 『キー・オブ・ライフ』 - Songs in the Key of Life (1976年)
- Menage a Trois : Manage a Trois (1980年)
- ウェザー・リポート : 『ドミノ・セオリー』 - Domino Theory (1983年)
- ウェザー・リポート : 『スポーティン・ライフ』 - Sportin' Life (1984年)
- ケニー・ロギンス : 『ヒューマン・ヴォイス』 - Vox Humana (1985年)
- ジョー・ザヴィヌル : 『ダイアレクツ』 - Dialects (1986年)
- ナンシー・ウィルソン : 『フォービドゥン・ラヴァー』 - Forbidden Lover (1987年)
- メイナード・ファーガソン : 『ハイ・ヴォルテージ』 - High Voltage (1988年)
- 松居和 : 『愛の黙示録』 - Time No Longer (1988年)
- ダン・シーゲル : 『レイト・ワン・ナイト』 - Late One Night (1989年)
- 松居慶子 : 『水滴』 - Drop of Water (1989年)
- ザ・リッピントンズ : 『ツーリスト・イン・パラダイス』 - Tourist in Paradise (1989年)
- ザヴィヌル・シンジケート : 『ブラック・ウォーター』 - Black Water (1989年)
- GRP アーティスツ : GRP: On the Cutting Edge (1989年)
- ナンシー・ウィルソン : 『レイディ・ウィズ・ア・ソング』 - Lady with a Song (1990年)
- ザ・リッピントンズ : 『聖ジェームス・クラブへようこそ』 - Welcome to the St. James' Club (1990年)
- ピーボ・ブライソン : 『雨がやんだら』 - Can You Stop the Rain (1991年)
- GRP アーティスツ : 『ガーフィールド、アム・アイ・クール・オア・ホワット?』 - Garfield, Am I Cool or What? (1991年)
- リチャード・エリオット : 『オン・ザ・タウン』 - On the Town (1991年)
- ドン・グルーシン : 『ゼファー』 - Zephyr (1991年)
- ジョージ・ハワード : 『ドゥ・アイ・エヴァー・クロス・ユア・マインド』 - Do I Ever Cross Your Mind? (1992年)
- GRP アーティスツ : 『GRP10thアニヴァーサリー・コレクション』 - GRP 10th Anniversary Collection (1992年)
- ザ・リッピントンズ : 『ライヴ・イン・L.A.』 - Live in L.A. (1992年)
- エリック・マリエンサル : 『ワン・タッチ』 - One Touch (1993年)
- ケヴィン・トニー : Pastel Mood (1995年)
- マイケル・パウロ : My Heart and Soul (1996年)
- ティム・ライス : Tim Rice Collection: Stage & Screen Classics (1996年)
- Various Artists : Play On! Original Cast Recording (1997年)
- Nils : Blue Planet (1998年)
- マイケル・パウロ : Midnight Passion (1999年)
- ジェラルド・マッコーリー : The McCauley Sessions (1999年)
- L.A. Jazz Syndicate : L.A. Jazz Syndicate, Vol. 2 (1999年)
- Oceans : Ridin' the Tide (1999年)